# Adolf Heiz
Adolf Heiz (* 24. Januar 1892 in Mülhausen; † 9. Februar 1959 in Homburg) war ein deutscher Politiker (DPS).
Heiz wuchs im elsässischen Mülhausen auf und absolvierte dort nach dem Besuch der höheren Schule eine Lehre bei der Allgemeine Elsässische Bankgesellschaft, die ihn nach der Ausbildung auch als Angestellter übernahm. Von 1914 bis 1918 nahm er als Soldat am Ersten Weltkrieg teil.
Durch den Friedensvertrag von Versailles fiel das Elsass 1919 an Frankreich zurück. Heiz’ Familie wurde ausgewiesen und ließ sich in Saarbrücken nieder. Er kehrte zu seinem Beruf zurück und war für verschiedene Banken in leitender Position tätig. Ab 1930 arbeitete er als freiberuflicher Steuerberater und legte 1939 die Steuerberaterprüfung bei der Reichsfinanzschule Berlin ab.
Nach dem Zweiten Weltkrieg wurde er 1946 über die Freie Liste in den Saarbrücker Stadtrat gewählt. Heiz war 1946 Gründungsmitglied der Demokratischen Partei Saar (DPS), wurde jedoch im Dezember 1947 unter anderem wegen seiner Kritik an der deutsch-saarländischen Grenzziehung aus der Partei ausgeschlossen. 1950 trat er der Partei nach ihrer Neugründung wieder bei. Im Dezember 1955 wurde Heiz in den Landtag des Saarlandes gewählt. Er war dort Mitglied in den Ausschüssen für Angelegenheiten der inneren Verwaltung und Kommunalpolitik, für Haushalts- und Finanzfragen, für Verfassungsfragen, für Kulturpolitik sowie für Öffentliche Arbeiten und Wiederaufbau. Heiz starb noch vor Ende der Legislaturperiode; für ihn rückte Ilse Reiter in den Landtag nach.